# Calopsyra octomaculata
Calopsyra octomaculata är en insektsart som först beskrevs av John Obadiah Westwood 1848.  Calopsyra octomaculata ingår i släktet Calopsyra och familjen vårtbitare. Inga underarter finns listade i Catalogue of Life.